# شستر مور هال
شستر مور هال (بالانجليزية: Chester Moore Hall) عالم بريطاني (9 ديسمبر 1703 إسكس إنجلترا - 17 مارس 1771 سري إنجلترا) عالم ومخترع بريطاني.

## سيرته
يعد شستر مور محامي ومخترع البريطاني، والذي أنتج أول عدسة لالونية في عام 1729 أو 1733، كما أنه استخدم العدسة اللالونية لبناء أول تلسكوب انكساري خال من الانحراف اللوني (تشويه اللون)، عاش شستر في بلدة نيو هال في مقاطعة ساتون.